# Geosmithia namyslowskii
Geosmithia namyslowskii (K.W. Zaleski) Pitt – gatunek grzybów należący do rzędu rozetkowców (Hypocreales). Mikroskopijny grzyb glebowy.

## Systematyka i nazewnictwo
Pozycja w klasyfikacji według Index Fungorum: Trichothecium, Incertae sedis, Hypocreales, Hypocreomycetidae, Sordariomycetes, Pezizomycotina, Ascomycota, Fungi.
Po raz pierwszy opisał go w 1727 r. Karol Wilhelm Zaleski, nadając mu nazwę Penicillium namyslowskii. Wyizolował go z gleby leśnej. W 1979 r. John Ingram Pitt przeniósł go do rodzaju Geosmithia. Synonimy:
- Penicillium namyslowskii K.W. Zaleski 1927
- Penicillium turrispainense C. Ramírez 1985

## Morfologia i rozwój
Kolonie na agarze z roztworem Czapeka osiągają średnicę 3,5–4 cm w ciągu 2 tygodni. Są bardzo cienkie, z całkowicie zanurzoną i prawie niewidoczną grzybnią wegetatywną. Słabo zarodnikują, głównie w pobliżu środka kolonii, mniej liczne na obszarach brzeżnych. Penicillusy wytwarzane rzadko, zwykle wyrastające z zanurzonych strzępek, bezbarwne lub brudnobiałe do bardzo jasnoszarych. Wysięk ograniczony, przylegający do strzępek i konidioforów. Zapach kolonii silny, przenikliwy, ziemisty. Rewers bezbarwny. Konidiofory wyprostowane, o długości 60–125 µm i średnicy 4–5 µm ze ściankami wyraźnie i grubo chropowatymi. Penicillusy dwuokółkowe, z końcowymi klastrami metuli, ale czasami rozgałęzione, zwykle asymetryczne. Metule w grupach po 2 do 4 lub 5, o wymiarach 10–13 × 4–5 µm ze ściankami wyraźnie chropowatymi. Ramiona penicillusów gęsto wyrastające, zwykle równoległe, 7–9 × 2,2–2,8 µm, o chropowatych ścianach, kończące się dość gwałtownie. Konidia początkowo silnie eliptyczne do kapsułkowatych lub prawie prostokątne, 2,8–3,3 × 2–2,5 µm, gładkościenne, charakterystycznie tworzące nieregularne śluzowate masy, w których pojedyncze konidia zazwyczaj pęcznieją, stają się okrągłe i kiełkują.